# Acrobasis bouchirella
Acrobasis bouchirella is een vlinder van de familie van de snuitmotten (Pyralidae). De wetenschappelijke naam van deze soort is voor het eerst voorgesteld als Rhodophaea bouchirella door Hans Georg Amsel in een publicatie uit 1951.
De soort komt voor in Iran.